# Санта Петронила (Торино)
Санта Петронила је насеље у Италији у округу Торино, региону Пијемонт.
Према процени из 2011. у насељу је живело 37 становника. Насеље се налази на надморској висини од 473 м.